# Gynoplistia fimbriata
Gynoplistia fimbriata là một loài ruồi trong họ Limoniidae. Chúng phân bố ở miền Australasia.